# 以圣若瑟命名的教堂列表
以下是以圣若瑟命名的教堂列表。

## 欧洲
- 圣若瑟教堂 (勒阿弗尔)，位于法国勒阿弗尔的天主教教堂。
- 圣若瑟教堂 (布尔诺)，位于捷克布尔诺的天主教教堂。
- 圣若瑟堂 (锡耶纳)，位于意大利锡耶纳的天主教教堂。

## 北美洲
- 圣若瑟圣堂，位于加拿大蒙特利尔的罗马天主教宗座圣殿。

## 亚洲
- 上海教区洋泾浜圣若瑟堂，位于中國上海四川南路的天主教教堂。
- 汉口圣若瑟主教座堂，位于中國湖北汉口的天主教教堂，为圣座认定的天主教汉口教区的主教座堂。
- 芜湖圣若瑟主教座堂，位于中國安徽芜湖的天主教教堂，为圣座认定的天主教芜湖教区的主教座堂。
- 圣若瑟主教座堂 (天津)，位于中國天津和平区的天主教教堂，为天主教天津教区的主教座堂。
- 海北圣若瑟堂，位于中國黑龙江海伦市的天主教教堂。
- 陈家楼圣若瑟堂，位于中國山东济南市的天主教教堂。
- 抚州圣若瑟堂，位于中國江西抚州市的天主教教堂。
- 八字桥圣若瑟堂，位于中國浙江绍兴市的天主教教堂。
- 王府井天主堂，又名北京圣若瑟堂，位于中國北京东城区的天主教教堂。
- 富辛庄天主堂，又名西南角圣若瑟堂，位于中國天津南开区的天主教教堂。
- 旗山聖若瑟天主堂，位于台灣高雄市旗山區的天主教教堂。
- 圣若瑟堂 (新加坡)，位于新加坡中区的罗马天主教教堂。